# ホストーメリ空港
ホストーメリ空港（ウクライナ語: Аеропорт "Гостомель" アエロポールト・ホストーメリ、英語: Hostomel Airport）は、ウクライナのキーウ州ホストーメリ市にある国際貨物空港である。アントノフ国際空港（ウクライナ語: Аеропорт Антонов アエロポールト・アントーノウ、英語: Antonov International Airport）が正式名称である。

## 概要
ホストーメリ市は首都キーウ市の北西に位置し、キーウ市内に本社を置くアントノフ航空科学技術複合とアントノフ航空の航空機が本拠地として使用している。なお、キーウ市内にはジュリャーヌィ空港があり、近郊にはボルィースピリ空港もあるが、アントノフはこの他にも本社のあるスヴャトーシン地区の滑走路も使用している。
また、ウクライナの国際的な航空機展示会である「アヴィアスヴィート」（АВІАСВІТ:「航空世界」）もホストーメリ空港内で実施されている。最近では、「アヴィアスヴィートXXI」(АВІАСВІТ XXI) が2006年6月に開催された。
2022年ロシアのウクライナ侵攻が進行する中で、ロシア軍はヘリコプターと地上部隊により空港占拠に向けて動き、同年2月25日、空港を奪取したことを発表した。